# ガイウス・プリニウス・カエキリウス・セクンドゥス

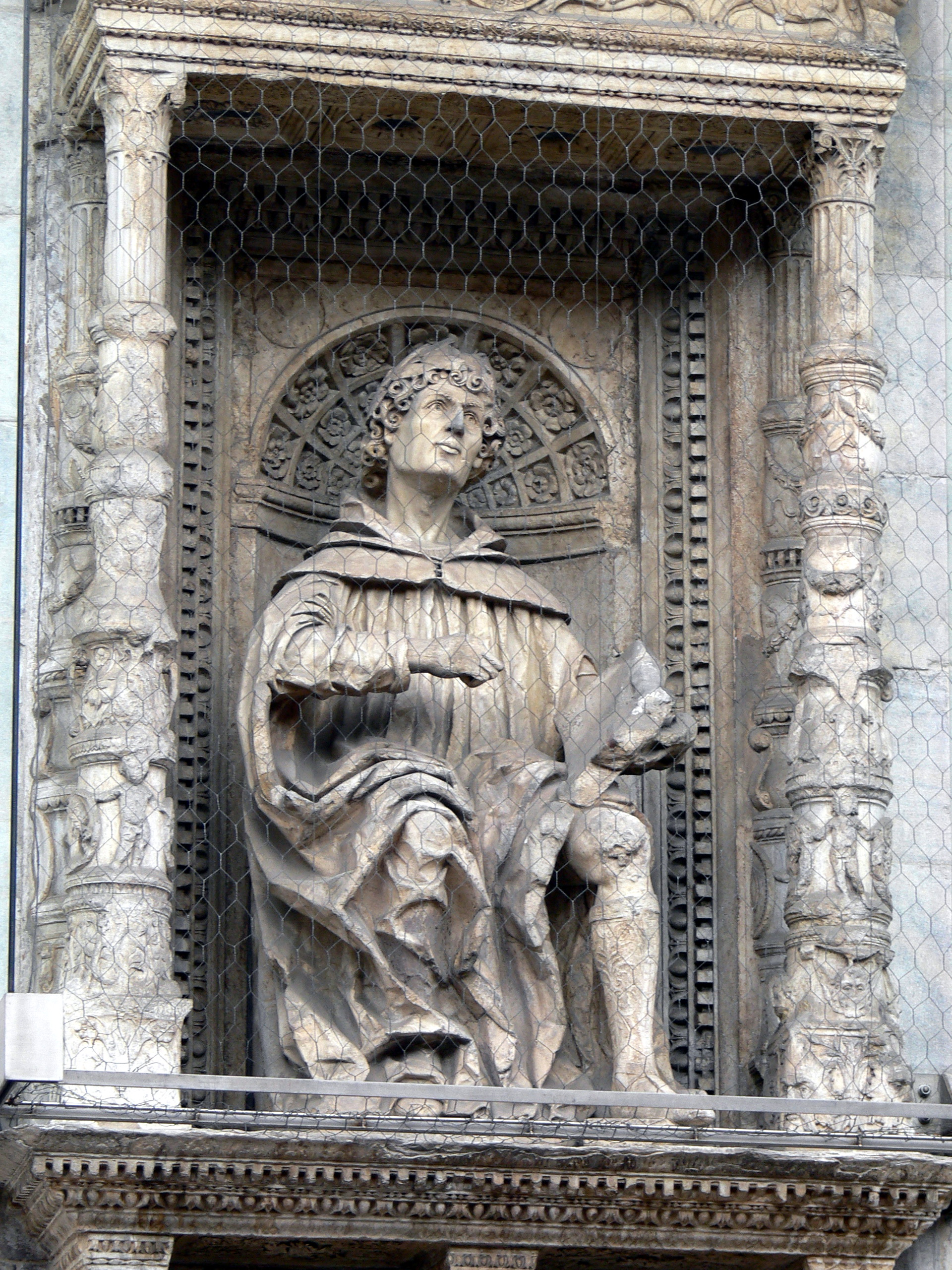
ガイウス・プリニウス・カエキリウス・セクンドゥス

ガイウス・プリニウス・カエキリウス・セクンドゥス（Gaius Plinius Caecilius Secundus, 61年頃 - 113年頃）は、帝政ローマの文人、政治家。北イタリアのコムム（現在のコモ市）生まれ。父の死後、母方の叔父である博物学者、政治家、軍人のガイウス・プリニウス・セクンドゥス（大プリニウス）の養子になった。叔父との区別のため小プリニウスと称される。
元老院議員としてトラヤヌス帝に対して捧げた賞賛の演説『頌詞』と、全10巻の『書簡集』が作品として知られている。『書簡集』は103年頃から出版したもので、96年末頃からの書簡を収めていて当時のローマ社会を知るうえできわめて重要な史料である。『書簡集』第1巻から第9巻には私信を収め、友人・知人あての247通からなる。第10巻にはトラヤヌスと交わした公的書簡121通を収め、巻初からの14通はローマでプリニウスが書いた手紙と皇帝の返書1通で、残りの107通は109年秋から赴任地ビテュニア・ポントゥスで暮らしたプリニウスが属州総督としてトラヤヌス宛てに書いた手紙とトラヤヌスの答書で構成されている。112年ごろ書いた手紙およびトラヤヌスの答書による指示は、皇帝礼拝を拒否しイエス・キリストを崇拝するキリスト教徒に対する処遇方法を知る事ができる貴重な資料となっている。タキトゥスとは友人で、彼の求めに応じて叔父が死んだ日の様子を語った書簡が『書簡集』に含まれており、ヴェスヴィオ火山の噴火の様子を知る貴重な資料となっている。
プリニウスは資産家としても知られ、総額2億セステルティウスの資産があったと考えられている。古代ローマ研究者R・ダンカン・ジョーンズの研究によれば、資産者リストの21位となっている。

## 日本語訳書
- 国原吉之助訳『プリニウス書簡集：ローマ帝国一貴紳の生活と信条』〈講談社学術文庫〉1999年。ISBN 978-4061593671。抄訳[8]。
- 神田楯夫校註『プリニウス書簡選』岩波書店〈岩波ギリシア・ラテン原典叢書〉1950年。24通の書簡原文と「学生向きの親切な註」[9]。
- 弓削達『素顔のローマ人』河出書房新社〈生活の世界史4〉1975年。「約百三十頁にわたって……抄訳しつつ、ローマの社会を描写」[9]。

## 小プリニウスにちなむ命名
小惑星 (3226) プリニウスは、小プリニウスの名前にちなんで命名された。